# Зарослівське сільське поселення
Заро́слівське сільське поселення (рос. Зарословское сельское поселение) — муніципальне утворення у складі Бердюзького району Тюменської області, Росія.
Адміністративний центр — село Заросле.

## Населення
Населення — 616 осіб (2020; 629 у 2018, 742 у 2010, 838 у 2002).

## Склад
До складу поселення входять такі населені пункти:
| Населений пункт   | Населення, осіб (2002) | Населення, осіб (2010) |
| ----------------- | ---------------------- | ---------------------- |
| Власова, присілок | 171                    | 138                    |
| Заросле, село     | 502                    | 465                    |
| Кушлук, присілок  | 84                     | 65                     |
| Половинне, село   | 81                     | 74                     |